# Nemcia retusa
Nemcia retusa là một loài thực vật có hoa trong họ Đậu. Loài này được (Lindl.) Domin mô tả khoa học đầu tiên.